# Deutsche Mathematiker-Vereinigung
La Deutsche Mathematiker-Vereinigung (DMV) è la più importante associazione di matematici tedeschi, affiliata all'European Mathematical Society e all'Unione matematica internazionale.
Fu fondata nel 1890 a Brema dal teorico dell'insiemistica Georg Cantor, che fu eletto primo presidente dagli altri membri fondatori: Felix Klein, Walther von Dyck, David Hilbert, Hermann Minkowski, Carl Runge, Rudolf Sturm, Hermann Schubert e Heinrich Weber.
Al 2019, il presidente dell'associazione è Friedrich Götze.

## Attività
Almeno una volta ogni due anni, l'associazione assegna la Medaglia Cantor ad un matematico di lingua tedesca. La DMV pubblica le riviste scientifiche Jahresbericht der DMV e Documenta Mathematica, oltre al trimestrale Mitteilungen der DMV riservato agli associati.
Oltre ad un congresso annuale, chiamato Jahrestagung, la DMV organizza ogni semestre le Gauß Lecture, un evento pubblico durante il quale si alternano a parlare matematici di lingua tedesca.
Ogni quattro anni, il congresso si svolge congiuntamente con l'austriaca ÖMG e con la Società per l'Insegnamento della Matematica (Gesellschaft für Didaktik der Mathematik).

Nel 2014, il congresso ha avuto luogo in collaborazione con la Società Matematica Polacca, e, due anni più tardi, con la Society for Applied Mathematics and Mechanics.

## Medaglia Cantor
La Medaglia Cantor è stata assegnata ai seguenti matematici, fra gli altri: Karl Stei (nel 1990), Jürgen Moser (nel '92), Erhard Heinz (nel '94), Jacques Tits (nel '96), Volker Strassen (nel '99), Jurij Ivánovič Mánin (nel 2004), Friedrich Hirzebruch (nel 2006), Hans Föllmer (nel 2008), Hans Grauert (nel 2010), Matthias Kreck (nel 2014), Herbert Spohn (nel 2017), Gerd Faltings (nel 2019), Hélène Esnault.